# Список об'єктів Світової спадщини ЮНЕСКО в Алжирі
У списку об'єктів Світової спадщини ЮНЕСКО в Алжирі налічується 7 найменувань (станом на 2023 рік).

## Пояснення до списку
У таблицях нижче об'єкти розташовані у хронологічному порядку їх додавання до списку Світової спадщини ЮНЕСКО.
Кольорами у списку позначено:
На мапах кожному об'єкту відповідає червона позначка ().

## Список
| № | Зображення | Назва | Місцеположення                              | Час створення                      | Час внесення до списку                                | №   | Критерії          |
| - | ---------- | --- | ------------------------------------------- | ---------------------------------- | ----------------------------------------------------- | --- | ----------------- |
| 1 |            | Аль-Кала-Бені-Хаммад (англ. Al Qal'a of Beni Hammad) | Алжир Громада Маадиду "Бешар", вілаєт Мсіла | 1007                               | 1980                                                  | 102 | iii               |
| 2 |            | Тассілі-н'Адджер (англ. Tassili n'Ajjer) | Алжир Вілаєти Іллізі та Таманрассет         | 6-те тисячоліття до н. е.          | 1982                                                  | 179 | i, iii, vii, viii |
| 3 |            | Долина Мзаб (англ. M'Zab Valley) * Ксар Ель-Аттеуф * Ксар Бунура * Ксар Меліка * Ксар Бені Ісгуен * Ксар Гардая * Пальмовий гай Ель-Аттеуф з мечетями Ауель-Ауель і Агерн Баба Ханні * Пальмовий гай Гардая * Пальмовий гай Бунура * Пальмовий гай Бені Ісгуен * Агерм Н'тласдіт * Агерм Баба Саад * Мечеть Сіді-Брахім * Мечеть Оухіра * Мечеть Ба Абделла * Мечеть Баюб Букасем * Молитовний зал Абу Бейкер * Мечеть Агерм Вадаї * Молитовний зал Сіді Аісса * Мечеть Хадж Мхамед * Мечеть Хадж Мессауд * Мечеть Ба Абдеррахмана * Мечеть Ба Мхамед * Молитовний зал Шейха Баельхаджа * Мечеть Амі Саїда * Гробниця Амі Саїда * Мечеть Баба Уальджемма * Мечеть Баба Саад | Алжир Вілаєт Гардая                         | X століття                         | 1982                                                  | 188 | ii, iii, v        |
| 4 |            | Джеміла (англ. Djémila) | Алжир Вілаєт Сетіф                          | 96—98                              | 1982                                                  | 191 | iii, iv           |
| 5 |            | Тіпаза (англ. Tipasa) * Тіпаза: Західний археологічний парк * Тіпаза: Східний археологічний парк * Мавзолей Кбор-ер-Румія | Алжир Місто та вілаєт Тіпаза                | VI століття до н. е. — VI століття | 1982 (з 2002 року по 2006 рік перебував під загрозою) | 193 | iii, iv           |
| 6 |            | Тімгад (англ. Timgad) | Алжир Місто Тімгад, вілаєт Батна            | 100                                | 1982                                                  | 194 | ii, iii, iv       |
| 7 |            | Касба Алжиру (англ. Kasbah of Algiers) | Алжир Місто та вілаєт Алжир                 | XVI—XVII століття                  | 1992                                                  | 565 | ii, v             |

## Нематеріальні об'єкти
| №  | Зображення | Назва                                                                            | Час внесення до списку | №    |
| -- | ---------- | -------------------------------------------------------------------------------- | ---------------------- | ---- |
| 1  |            | Ахелліл Гурара                                                                   | 2008                   | 121  |
| 2  |            | Обряди та уміння, пов'язані з традицією весільного костюма Тлемсена              | 2012                   | 668  |
| 3  |            | Щорічне паломництво до мавзолею Сіді ‘Абд ель-Кадер Бен Мохаммед (Сіді Шейх)     | 2013                   | 660  |
| 4  |            | Практика та знання, пов’язані з імзадом туарезьких громад Алжиру, Малі та Нігеру | 2013                   | 891  |
| 5  |            | Ритуал і церемонії Себіба в оазі Джанет, Алжир                                   | 2014                   | 665  |
| 6  |            | Сбуа, щорічне паломництво до завії Сіді-ель-Хадж Белкасем у Гурарі               | 2015                   | 667  |
| 7  |            | Знання та навички водомірів кяризів або водних бальї Туату і Тідікелту           | 2018                   | 1274 |
| 8  |            | Знання, ноу-хау та практики, що стосуються виробництва та споживання кускусу     | 2020                   | 1602 |
| 9  |            | Арабська каліграфія: знання, навички та практики                                 | 2021                   | 1718 |
| 10 |            | Раї, популярна народна пісня Алжиру                                              | 2022                   | 1894 |

## Об'єкти, які запропоновано включити до списку
| № | Зображення | Назва                                                            | Розташування                                                                                           | Час подачі заявки | № заявки | Критерії                           |
| - | ---------- | ---------------------------------------------------------------- | --- | ----------------- | -------- | ---------------------------------- |
| 1 |            | Оази з кяризами та ксари Великого Західного Ергу                 | вілаєти Адрар та Бешар                                                                                 | 2002              | 1772     | (ii), (iii), (iv), (v)             |
| 2 |            | Августинські місця та маршрути Центрального Магрибу              | вілаєти Аннаба, Гельма, Константіна, Міла, Сетіф (вілаєт), Сук-Аграс, Тебесса (вілаєт), Тіпаза та Шлеф | 2002              | 1773     | (ii), (iii), (iv), (vi)            |
| 3 |            | Недрома і Трара                                                  | вілаєт Тлемсен                                                                                         | 2002              | 1774     | (ii), (iii), (iv), (v)             |
| 4 |            | Ель-Уед                                                          | вілаєт Ель-Уед                                                                                         | 2002              | 1775     | (ii), (iii), (iv), (v)             |
| 5 |            | Королівські мавзолеї Нумідії, Мавританії та доісламські пам'ятки | вілаєти Айн-Темушент, Батна, Константіна, Таманрассет, Тіарет та Тіпаза                                | 2002              | 1776     | (ii) (iii) (iv)                    |
| 6 |            | Парк Орес з оазами, ущелиною Руфі та Ель-Кантара                 | вілаєти Батна та Біскра                                                                                | 2002              | 1777     | (ii), (iii), (iv), (v), (vii), (x) |